# Brendan Glynn
Brendan M. Glynn (* 6. Januar 1910 im County Galway, Irland; † 10. Juli 1986) war ein irischer Politiker der Fine Gael. Er war von 1954 bis 1957 Teachta Dála (Abgeordneter) im Dáil Éireann. 

## Biografie
Glynn arbeitete als Solicitor. Er versuchte zunächst, bei der Nachwahl für den verstorbenen Frank Fahy im August 1953 im Wahlkreis Galway South in den Dáil einzuziehen. Dies misslang jedoch. Bei den Wahlen 1954 konnte er dann aber genügend Stimmen erreichen, um den Sitz im Dáil zu erringen. Bei den Wahlen 1957 nahm Glynn nicht teil.

## Quelle
- Eintrag auf der Homepage des Oireachtas